# Руох Серейсоттхеа
Руо́х Серейсоттхе́а (кхмер. រស់ សេរីសុទ្ធា [rŭəh seːˈrəjsoˈttʰiə], 1948—1977) — популярная камбоджийская певица. Пела в разных жанрах, в том числе считалась первой заметной женщиной-исполнительницей на камбоджийской рок-сцене, но прославилась в основном, исполняя романтические баллады. Пела на родном кхмерском языке. Несмотря на довольно короткую карьеру, она успела записать сотни песен и сняться в нескольких фильмах. Считается, что она погибла при режиме красных кхмеров. Глава государства Нородом Сианук присвоил ей почётный титул «Королева с золотым голосом» (или «Золотой голос королевской столицы»). 

## Биография

### Ранние годы
Руох Соттхеа родилась в 1948 году в провинции Баттамбанг (Французский протекторат Камбоджа) в бедной семье. Всего в семье было пятеро детей, из которых Руох была четвёртым ребёнком. Уже в 4 года начала проявлять талант к пению. Первый успех она получила в 1963 году, когда выиграла провинциальный конкурс певцов, после которого была приглашена в труппу Ломхеа Ётхеа, которая давала регулярные концерты в ресторане «Стынг кхиеу», в Баттамбанге. В 1967 году была замечена популярным певцом Ым Сонгсыммом (អ៊ឹម សុងសឺមម) и приглашена им в Пномпень.

### Музыкальная карьера
В Пномпене она взяла себе псевдоним Руох Серейсоттхеа. Первая запись прозвучавшая на национальном радио была дуэтом с певцом Ым Сонгсыммом. Её первый шлягер, «Стынг кхиеу» (ស្ទឹងខៀវ — «Голубая река»), дебютировал в том же году, и она быстро стала одной из самых популярных певиц того времени в Камбодже. Её постоянным партнёром в дуэте стал другой знаменитый в то время камбоджийский певец Сын Сисамут. Она так же пела дуэтом с Ынг Нари (អ៊ឹង ណារី), Ын Йенгом (អ៊ិន យ៉េង), Тьеа Савыаном (ជា សាវឿន), Паен Ран и Дара Тяомтян (តារា ចោមច័ន្ទ).
В ранние годы своей карьеры она чаще исполняла традиционные камбоджийские баллады, а также пела в дуэте с другими артистами. Позднее она сменила свой стиль на более современный. В её записях стали появляться западные инструменты, а в песнях начали подниматься темы предательства, измены и смерти. Такие изменения в стиле вероятно произошли из-за неудачного брака с коллегой-певцом, из-за зависти к её успеху и ревности прибегавшему к семейному насилию. Соттхеа сбежала из брака через шесть месяцев и получила развод. 
В 1970-е из Южного Вьетнама до Камбоджи дошли веяния западной музыки, и Соттхеа начала экспериментировать с новой для себя музыкой. Её высокий, чистый голос начал звучать в сопровождении рок-группы. Музыку того периода можно описать как гаражный рок или психоделический рок. Так же она будет перекладывать известные западные песни, как например Proud Mary Джона Фогерти на кхмерскую лирику. Она исполняла песни для более чем 250 фильмов и снялась в нескольких из них. К сожалению, большая их часть была утеряна во времена красных кхмеров. Она была признана национальным достоянием и награждена королём Нородомом Сиануком. 
В документальном фильме «Не думай, что я забыл» указывается, что Соттхеа встречалась с офицером армии Кхмерской Республики и выучилась на десантника во время гражданской войны в Камбодже. После взятия Пномпеня красными кхмерами в апреле 1975 года, Соттхеа была вынуждена прекратить свою карьеру. Её дальнейшая судьба неизвестна. Её сёстры полагают, что она могла погибнуть сразу после смены власти, поскольку становилась лёгкой мишенью как известная артистка с «западными» влияниями. 
Другие версии предполагают, что Соттхеа, как и большинство городских жителей, была выселена в сельскую местность и трудилась на принудительных работах на полях в провинции Кампонгспы. Многие ранее привилегированные горожане в таких условиях умирали, но поскольку она выросла в крестьянской семье, это не было для неё непосильной ношей. Впрочем, согласно недавним публикациям в СМИ, она, как и актриса Тит Виттёрадани, была насильно выдана замуж за полевого командира красных кхмеров, а в 1977 году её убили. Однако другие источники утверждают, что Сотеа смогла уцелеть в трудовом лагере и дожить до освобождения благодаря вьетнамской интевренции в конце 1978—1979 годах, но вскоре после этого умерла в больнице от недоедания. 

### Личная жизнь
Соттхеа была скромным и сдержанным человеком. Она была замужем дважды. Когда она прибыла в Пномпень, её заметил известный уже в то время певец Сох Мат (សុះ ម៉ាត់). Несмотря на то, что он уже имел двух жён, он непременно хотел получить руку Соттхеа. Она приняла его предложение, но их брак продлился всего 6 месяцев. Сох Мат очень ревновал её и завидовал её таланту.
Её следующий сожитель был сыном владельца Ван Чан театра. У них родился сын, но, так и не зарегистрировав свои отношения, они разошлись.
Также известно, что её удерживал против её воли диктатор страны, генерал Лон Нол, который был безумно влюблён в неё.

## Сохранившиеся записи

### Сольные записи
- «Чнам оун дап прам муой» (ឆ្នាំអូនដប់ប្រាំមួយ — «Мне шестнадцать»)
- «Cry Loving Me»
- «Don’t Be Mad»
- «Hair Cut, Hair Cut»
- «Have You Seen My Love»
- «I’m So Shy»
- «Phey! Phey!» (Scared! Scared!)
- «Since When You Knew Me»
- «Wait Ten Months»
- «Wicked Husband»
- «Mdeth gall daltarm kyum?» (why do you follow me?)
- «Klein jurp nersa» (The fragrant that lasts with me)
- «Rom Woolly Bully»
- «Bong Srolań Oun Ponman Der» (Tell Me How Much You Love Me)
- «Po Pruk Po Lngeach»
- «Пынь тьет тае банг муой» (ពេញចិត្តតែបងមួយ — «Люблю только тебя»)
- «Kaduk Dol Heuy»
- «Komping Puoy»
- «Rolum Saen Kraw»
- «Sarika Keo Kauch»
- «Sra Muy Keo» (One Shot)
- «Bopha Akasajal»
- «Jomno Pailin»
- «Kom Plich Oun Na»
- «New Year’s Eve»
- «Pink Night»
- «Pga Reige Leu Maik»
- «Pruos Reing Awej?»
- «Lort sene duong chan»
- «Chross O’yadao»
- «Somnerng Bopha prey phnom» (songs of the jungle girl)
- «Sralmall sene khyum» (Shadow of my love)
- «Chmreing sene khyum» (Story of my love)
- «Alay bong cher net» (always misses you)
- «Teurk hoe teu» (river flow)
- «Bong ban sonyah» (You’ve promise)
- «Soum ros khbere bong»
- «Oun soum angvall» (I beg of you)
- «Oun neul tharl rong jum» (I will still wait)
- «Complete men ban» (Can’t forget)
- «Oun smak bong smoss»
- «Oun sralnane bong nas» (I love you so much)
- «San nuk alay»
- «Men gor sralane bong» (I shouldn’t love you)
- «Chup sralane men ban» (Can’t stop loving you)
- «Jum neu tharl jum»
- «Oun jum bong cher neth»
- «Pros bondoll chiet»
- «Kum keng oun na bong»
- «Rom cha cha cha»
- «Jum loss sone»
- «Bong tvere eouy oun yume» (You made me cry)
- «Yume samrapp thngay ness»
- «Sall anosaovary»
- «Lane khume teu» (let me go)
- «Bondam stung keiv»
- «Reastrei buth sene» (missing lover of the night)
- «Pkah orchid»
- «Auh! seneha khyume»
- «Verjah boross» (the word of men)
- «Popol gomah»
- «Prote svamei»
- «Oun soum phneu chheung»
- «San klotpsa»
- «Chhba mon reing khyum»
- «Norok lokei» (The sin of man)
- «Ahso kasalmerlerr»
- «Rolok songka therm svamei»
- «Thmnorng leakina»
- «Thgnay lett oun sralnoss» (When sunset,I miss u)
- «Tropeang Peay»
- «San chok chem»
- «Pathchere sralnoss»
- «Gonsan nisei»
- «Machass sene oun»
- «Chmreing avasane»
- Konsaeng Krohom" (Red Scarf)
- Pros Del Ka’bor Chet" (Man who betrays)
- Veal Srey Sronoh"

### С участиемСын Сисамута
- «Ae Na Promajarey»
- «Bos Choong»
- «Chom Chait Pesaey»
- «Chor Louch Jet»
- «Have a Caramel»
- «Jong ban pka avey?»(«What flower do you want?»
- «Kay Tha Kyom Jass»
- «Konarb snaeha» («Love poem»)
- «Komnoch veyo»
- «Pneik Kmohuoch»
- "Nao Tae Srolan
- «Oh! snaeha euy!» («Oh! Love…»)
- «Oun Rom Som Tae»
- «Sronos Oh Jrov»
- «Soniya 3 Tngai»(A Promise for 3 Days)
- «Tesepheap Prolim»
- «Tiev Euy Srey Tiev»
- «Tmor Kol Sromol Snae»
- «Tok Bong Om Skat»
- «Yaop Yun Thun Trojeak»
- «Yerng Kom Plich Knear»

### C участием других артистов
- Kmao Euy Kmao(Ем Сонг Сеум — 1972)
- Komloss Kromum Heu Ha(Ем Сонг Сеум — 1972)
- Komloss Kromum Srok Srae
- Hann Pnal Da Ey(Енг Нары)
- Soll Tae Card
- Pka Sarai

### Кавер-версии на зарубежных исполнителей
- Komloss Srei Jowm (The Shocking Blue — Venus);
- (The Carpenters — Superstar);
- រំពឹង រំពឹង (Мишель Польнарефф — Love Me, Please Love Me)